# Gäddtjärnen (Trankils socken, Värmland)
Gäddtjärnen är en sjö i Årjängs kommun i Värmland och ingår i Göta älvs huvudavrinningsområde.